# وزارت حمل و نقل استرالیا (۱۹۷۲–۱۹۸۲)
وزارت حمل و نقل استرالیا (۱۹۷۲–۱۹۸۲) سومین وزارت حمل و نقل دولت استرالیا بود که از دسامبر ۱۹۷۲ تا می ۱۹۸۲ وجود داشت و بخشی از وزارت خدمات عمومی استرالیا بود.

## اهداف
مدیریت:
- ناوبری و کشتیرانی
- فانوس‌های دریایی، کشتی‌های فانوس‌دار، چراغ‌های دریایی و بویه‌ها
- حمل و نقل زمینی